# Mars 1962A
La Mars 1962A (también llamada Korabl 11 y Sputnik 22) fue una fallida misión soviética de sobrevuelo marciano, lanzada el 24 de octubre de 1962. 
Era probablemente similar a la misión Mars 1, lanzada 8 días más tarde. La sonda tenía una masa de 893,5 kg, que junto a la etapa orbital sumaba un total de 6500 kg. Fue lanzada en un cohete SL-6 a una órbita de 180 × 485 km con una inclinación de 64.9 grados. Un fallo provocó la explosión y reentrada de la etapa orbital.
El accidente ocurrió durante la llamada Crisis de los Misiles de Cuba y los restos reentrando en la atmósfera terrestre fueron detectados por sistemas de radar en Alaska, dando lugar a una falsa alarma de ataque soviético en el sistema defensivo estadounidense.
Esta sonda fue originalmente designada como Sputnik 29 en el U.S. Naval Space Command Satellite Situation Summary.